# Alejandro Cañizares

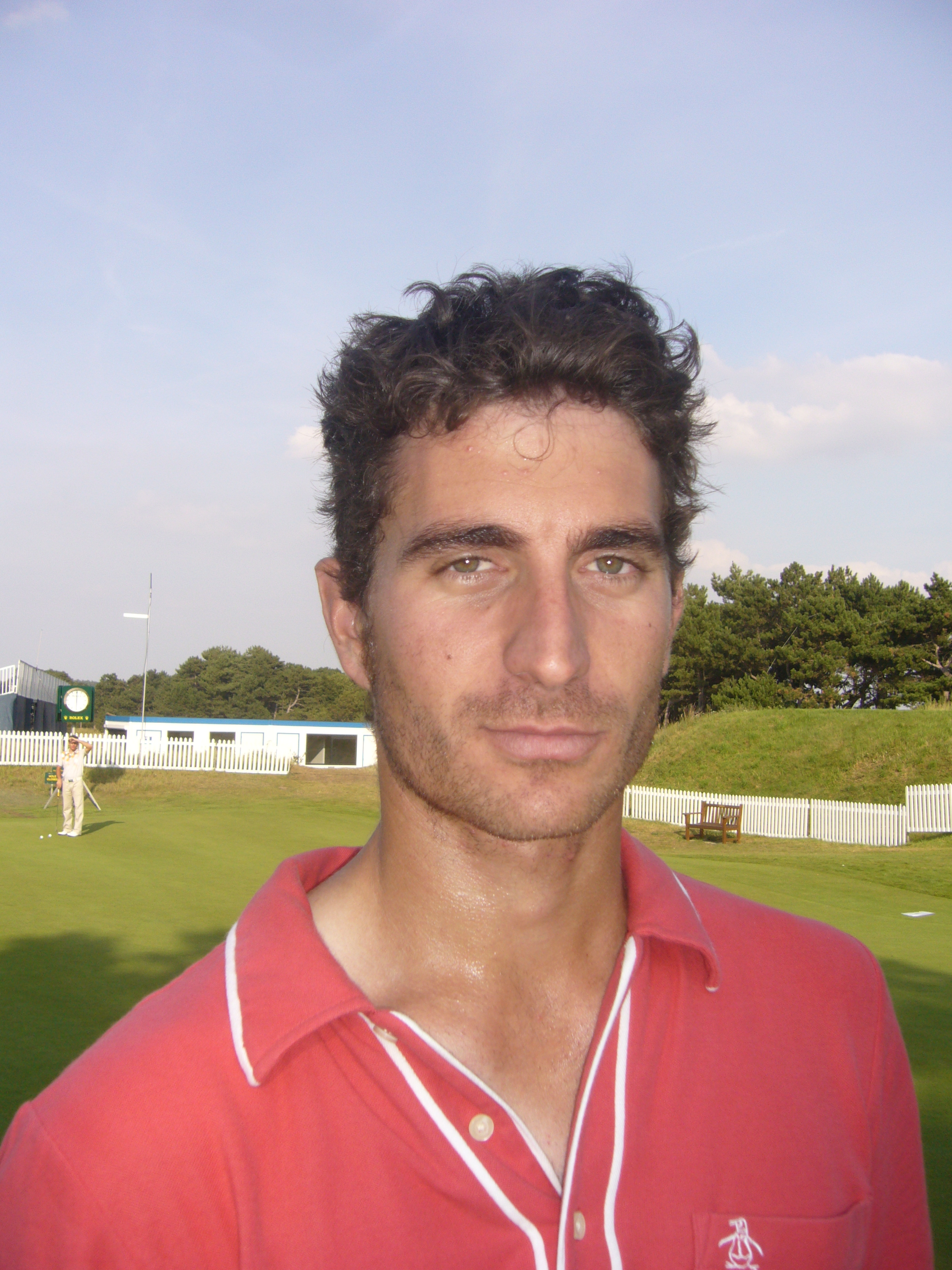
Op het KLM Open 2009

Alejandro Cañizares (Madrid, 9 januari 1983) is een Spaanse golfprofessional. Hij is de zoon van José Maria Cañizares, een speler op het Open in Nederland uit de jaren 80 en 90.
Zijn broer Gabriel speelt op de Challenge Tour

## Amateur
Cañizares studeerde aan de Universiteit van Arizona. Hij werd in 2003 NCAA kampioen en speelde driemaal in het winnend Palmer Cup team.

## Professional
Cañizares werd in 2006 professional. Hij won zijn derde wedstrijd, het Russisch Open en verkreeg zo zijn spelerskaart voor de Europese PGA Tour. Bovendien behoorde hij daarmee tot het derde vader-zoon koppel dat op de Tour gewonnen heeft, na Antonio en Ignacio Garrido en Craig en Kevin Stadler. 
In 2008 slaagde hij via de Tourschool voor de Amerikaanse PGA Tour en speelde zowel de Amerikaanse als de Europese Tour. In Europa behield hij zijn kaart onder meer doordat hij tiende werd in de British Masters en het Britse PGA Kampioenschap en elfde in de European Masters, maar zijn Amerikaanse kaart ging verloren. 
In 2009 is hij minder succesvol. Na het KLM Open hij staat 144e op de Race to Dubai, en is zijn kaart voor 2010 nog niet zeker.

## Gewonnen
- 2006: Imperial Collection Russian Open
- 2014: King Hassan II Trophy